# Comboios de Portugal

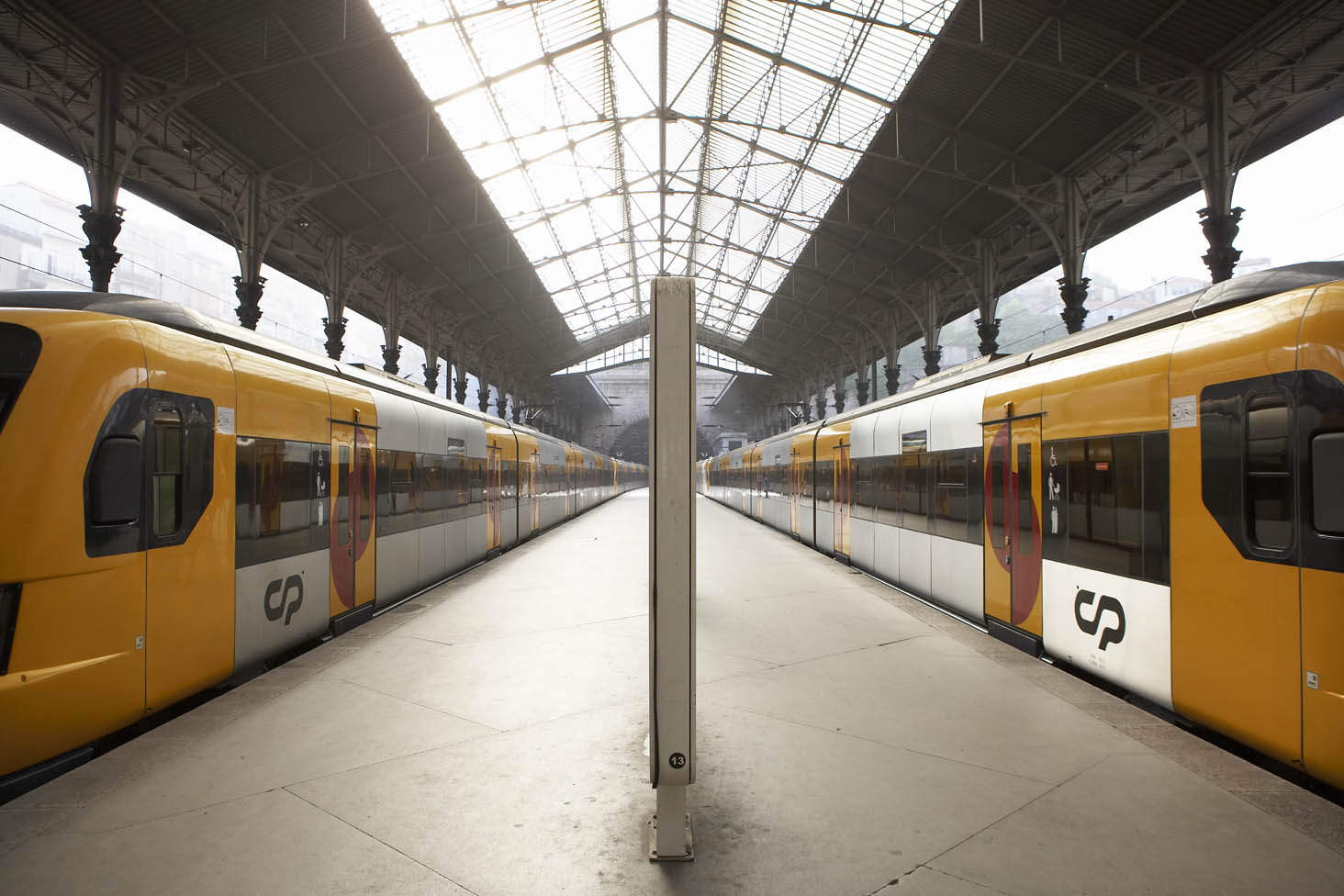
Trenes de Cercanías (CP Urbanos) en la estación de Porto-São Bento

Comboios de Portugal («Convoyes de Portugal», CP) es una empresa pública portuguesa de transporte ferroviario y la principal operadora ferroviaria de Portugal. Fue creada el 11 de mayo de 1860 por José de Salamanca y Mayol con el nombre de Companhia Real dos Caminhos de Ferro Portugueses (Compañía Real de Ferrocarriles Portugueses) para la construcción de los ferrocarriles de Lisboa a Oporto y a Badajoz. Con el surgimiento de la Primera República Portuguesa, cambió su nombre a Companhia dos Caminhos de Ferro Portugueses, más tarde acortado para Caminhos de Ferro Portugueses. Desde 1997, con la creación de REFER (actualmente Infraestruturas de Portugal), su actividad se centra en la operación e mantenimiento de material rodante y la explotación de distintos servicios ferroviarios. 
Su nombre legal es, desde 2009, Comboios de Portugal, E.P.E., aunque la empresa lo utilizara desde 2004.

## Historia
El primer ferrocarril se inauguró en Portugal en 1856. Desde esa fecha hasta 1951 diversas empresas privadas y públicas construyeron la red ferroviaria y la explotaron comercialmente. En 1951 se unificó la red nacionalizándola bajo el nombre Companhia dos Caminhos de Ferro Portugueses. En 1975 se reconstituyó como Caminhos de Ferro Portugueses, origen de la actual CP.
En 1997 se creó por decreto-ley REFER, empresa pública que gestiona y mantiene la red. Esto dejó a CP como operadora de la red. La compañía, que sigue llamándose oficialmente Caminhos de Ferro Portugueses, ha adoptado un nuevo nombre comercial más acorde con su nueva realidad.

## Estructura y organización
Hoy la CP transporta a más de 128 millones de pasajeros y 9,3 millones de toneladas al año de carga. Está dividida en varios servicios prestados por la empresa: 
- CP Frota
- CP Servicios
- CP Mantenimiento
- CP Largo Curso (Alfa Pendular y Intercidades)
- CP Regional (InterRegional y Regional)
- CP Urbanos de Lisboa
- CP Urbanos de Oporto
- CP Urbanos de Coímbra

La CP actual se dedica al transporte de viajeros. El director general de CP es Nuno Pinho da Cruz Leite de Freitas.

## Servicios de viajeros
- Alfa Pendular: servicio de altas prestaciones con velocidades de 250 km/h que une Lisboa con Oporto y Braga; también Oporto con Faro.
- Intercidades: está destinado al transporte de pasajeros por ferrocarril entre las principales ciudades de Portugal.

- Regional: es un servicio comercial dedicado a servicios que articulan los distintos núcleos urbanos con sus áreas de influencia o complementan el servicio de largo recorrido en pequeñas y medianas distancias.
- InterRegional: son convoyes de la CP Regional que permiten conexiones rápidas entre los principales centros de conexión local y regional.

- Urbano: es una división comercial de la empresa portuguesa de ferrocarriles CP, dedicada a la gestión y operación de redes urbanas en las ciudades de Lisboa, Oporto y Coímbra.

## Red ferroviaria
Aunque CP no controla la red ferroviaria (esta función está asignada a Infraestruturas de Portugal), opera en la mayor parte de la red nacional.

### Líneas Operativas

Mapa de líneas activas actualmente

- Línea de Alentejo
- Línea de Cascaes
- Línea de Cintura
- Línea de Évora
- Línea de Guimarães
- Línea de la Beira Alta
- Línea de la Beira Baixa
- Línea de la Matinha
- Línea de Sintra
- Línea de Vendas Novas
- Línea del Algarve
- Línea del Duero
- Línea del Este
- Línea del Miño
- Línea del Norte
- Línea del Oeste
- Línea del Sur
- Línea del Vouga (Via estrecha)
- Ramal de Alfarelos
- Ramal de Braga
- Ramal de Tomar
- Ramal Neves Corvo

### Líneas y ramales clausurados
- Línea del Sabor
- Línea del Corgo
- Línea del Túa
- Línea del Támega
- Ramal de Montemor
- Ramal de Montijo
- Ramal de Mora
- Ramal de Moura
- Ramal de Portalegre
- Ramal de Reguengos
- Ramal de Cáceres